# Eilema affineola
Eilema affineola là một loài bướm đêm thuộc phân họ Arctiinae, họ Erebidae.